# Municipalité d'El Oro
La municipalité d'El Oro est une des 39 municipalités, de l'état de Durango au nord-ouest du Mexique. Le chef-lieu se trouve à Santa María del Oro. La municipalité a une surface de 3 559 km². En 2010, la population totale était de 11 320 habitants, contre 10 041 en 2005. 113 localités se trouvent dans la municipalité, la plus importante est Santa Maria del Oro avec 2 010 habitants,.